# Тресетте (карточная игра)
Тресетте (тж. трессетте, трезетте), итал. tressette, tresette — итальянская карточная игра, одна из самых популярных и простых.

## Правила
Играют в тресетте вчетвером, два на два, союзники сидят друг напротив друга.
Колоду сдают против часовой стрелки по пять карт за раз в два круга, чтобы было по 10 карт у каждого. Игра идёт против часовой стрелки.
Игру начинает первый сидящий против часовой стрелки от сдатчика в текущем кону. Все четверо игроков кладут по одной карте на стол, положивший старшую карту забирает взятку и подсчитывает очки, общие для его стороны. Количество конов определяется количеством очков в партии и скоростью набора; это могут быть, обычно, 11, 21, 31, 41 очко. Сторона, первой набравшая указанное число очков, выигрывает всю партию.
При завершении очередного кона или партии колода переходит против часовой стрелки при сдаче, таким образом, сдатчик меняется автоматически.
Козырей в игре нет.
Необходимо класть карты в масть, в противном случае необходимо объявлять её отсутствие или принять штраф, например, в одно очко за утайку.
Старшинство карт: 3 2 Туз Король Дама Валет 7 6 5 4.
При взятке — туз 1 очко, 3 2 К Д В — 1/3. Стороне, взявшей последнюю взятку в кону начисляется +1 очко.
Обычно в конце кона 2/3 или 1/3 сгорают до целых.
Существует ряд жестов, символов и фраз для определённых случаев в игре и дополнительные комбинации для ускорения набора очков. Комбинации обычно объявляются с соответствующими картами на руках.

## Колода
В тресетте можно играть, используя как варианты традиционной колоды, так и более известную французскую. Используется 40-карточный вариант итальянской колоды, из французской же для игры необходимо изъять карты номиналом 8, 9 и 10.

## Распространение
На восточном побережье Адриатического моря (Словения, Хорватия, Черногория) известны сходные игры: трешета (trešeta), тршет (tršet) и др.
В русской литературе XVIII—XIX вв. неоднократно упоминается офранцуженная сходная игра трисет и собственно итальянский вариант.